# Бердекін (річка)
Бердекін (англ. Burdekin River) — річка в австралійському штаті Квінсленд. 
Річка Бердекін, як і Муррей, відіграє важливу роль в економіці Австралії й має четвертий по площі басейн на континенті. Крім того, Бердекін є четвертою річкою Австралії по обсягу витрати води, хоча ця цифра є настільки нестійкою, що в деяких випадках обсяг витрати води може досягти середніх показників річки Янцзи, як це було в 1958 році, а в інші - водний потік і зовсім може відсутнім протягом  семи місяців, як це відбулося в 1923 році. Основна причина таких коливань обсягу витрати води - нестійкість кількості опадів протягом  усього басейну річки. Середньорічна кількість опадів у більшості місць басейну Бердекіна може варіюватися від 200 мм до близько 1600 мм залежно від  мусонів і кількості циклонів, що перетинають східне узбережжя Австралії. На узбережжі коливання опадів ще значніше: так, у міста Боуен, розташованому недалеко від гирла річки, середньорічна кількість опадів може коливатися від 216 мм (1915 рік) до 2200 мм (1950 рік).